# Zatvorenikova dilema
Zatvorenikova dilema je kanonski primjer igre koja se analizira u teoriji igara. Ona na najjednostavniji način objašnjava zašto dvije racionalne osobe ne žele surađivati iako je očigledno da je kooperacija najbolji ishod za obje osobe.
Pošto izdaja nudi manju štetu od suradnje, sve racionalne sebične osobe će izdati drugu. Slijedi da je jedini mogući ishod za dvije racionalne osobe da izdaju jedna drugu. Zanimljivo je da taj ishod nije optimalan nego je po obje osobe bolje surađivati.

## Primjer isplate
Igra je konstruirana tako da se vrše isplate, odnosno dodjeljuju kazne igračima na temelju njihovih iskaza. Zamislimo sljedeći scenarij: dvoje ljudi je uhićeno zbog počinjenog zločina. Nakon uhićenja zatočenici su ispitivani zasebno, tako da jedan zatvorenik ne zna iskaz drugog, i obrnuto.
Svaki zatvorenik ima priliku surađivati s drugim zatvorenikom tako da odbije dati informacije
policiji, ili može ući u sukob s drugim zatvorenikom, odnosno optužiti ga, za što dobiva određenu vrstu imuniteta.
Neka postoje sljedeća pravila, tj. nagrade i kazne u slučaju suradnje odnosno nesuradnje:
- maksimalna kazna za zločin je 10 godina zatvora
- 2 godina zatvora u slučaju da oba igrača surađuju
- ako samo jedan igrač surađuje, a drugi odbija surađivati, onaj koji odbija surađivati dobiva 1 godinu zatvora, a igrač koji je odlučio surađivati dobiva 10 godina zatvora
- U slučaju da oba zatvorenika ulaze u sukob, svaki dobiva po 5 godina zatvora (policija ih može optužiti za zločin srednje težine, koji nije toliko težak kao što bi bio da je samo jedna osoba preuzela krivicu).

Ovo se može tablično prikazati na sljedeći način:
|                             | Igrač B šuti (suradnja)                              | Igrač B ne surađuje (sukob)                          |
| --------------------------- | ---------------------------------------------------- | ---------------------------------------------------- |
| Igrač A šuti (suradnja)     | Svaki igrač dobiva po 2 godine zatvora               | Igrač A: 10 godina zatvora Igrač B: 1 godina zatvora |
| Igrač A ne surađuje (sukob) | Igrač A: 1 godina zatvora Igrač B: 10 godina zatvora | Svaki igrač dobiva po 5 godina zatvora               |

## Vanjske poveznice
- John Forbes Nash: Non-cooperative games, Dissertation, Princeton University 1950 (Online-Version; PDF; 1,2 MB), (engleski), pristupljeno 12. svibnja 2015.